# Haritalodes annuligeralis
Haritalodes annuligeralis is een vlinder uit de familie van de grasmotten (Crambidae). De wetenschappelijke naam van deze soort is voor het eerst gepubliceerd in 1866 door Francis Walker.
Deze soort komt voor in Indonesië (Sula-eilanden en Java) en Nieuw-Guinea.